# Ismarus campanulatus
Ismarus campanulatus is een vliesvleugelig insect uit de familie van de Diapriidae. De wetenschappelijke naam van de soort is voor het eerst geldig gepubliceerd in 1840 door Herrich-Schäffer.